# Peribatodes buxicolaria
Peribatodes buxicolaria är en fjärilsart som beskrevs av Paul Mabille 1873. Peribatodes buxicolaria ingår i släktet Peribatodes och familjen mätare. Inga underarter finns listade i Catalogue of Life.